# Докки
Докки (Дакки; тадж. Доккӣ / Даққӣ) — село в Хатлонской области Республики Таджикистан. 
Административный центр джамоата (сельской общины) 20-летия Независимости (20-солагии Истиклолият) Кубодиёнского района.
Находится на расстоянии 7 км от центра района (пгт. Кубодиён).
Население — 4996 чел. (2017).